# Cnemaspis goaensis
Cnemaspis goaensis là một loài thằn lằn trong họ Gekkonidae. Loài này được Sharma mô tả khoa học đầu tiên năm 1976.